# 警訊
《警訊》（英語：Police Magazine / Police Report），是香港電台電視部與香港警務處警察公共關係科合作製作的電視節目，作為警民合作的橋樑。此節目自1973年起播放，直至2020年8月結束，內容包括宣揚撲滅罪行訊息、披露最新的犯案手法及趨勢、呼籲觀眾提供案件消息以及介紹警察部門等等，由香港警務處派遣代表和藝人共同擔任節目主持。《警訊》最後播映時間，為逢星期三晚上8:00至8:30港台電視31及31A。長達47年的《警訊》是香港電台電視部播映時間最長的節目。
1970年代，《警訊》集中報導案件資訊及宣傳少年警訊的活動及資訊。1985年，嚴重案件則改由《繩之於法》報道。1996年，鑑於香港治安持續改善，香港電台將《繩之於法》內容合併於《警訊》。過往《繩之於法》內容涉嫌極為恐怖的案件重演片段內容，以及在報道屍體發現罪案時，直接攝影受害人的死狀的彩色照片等環節不再復見，取而代之的是戲劇化的重演，不少更極具娛樂性。
2020年7月中，警務處宣佈結束啟播47年歷史的《警訊》。警方指近年科技發展迅速，社交媒體普及，市民接收資訊的習慣有所改變，故決定於2020年8月中旬，結束與港台聯合製作的《警訊》節目。最後一集在2020年8月12日播放。但有消息人士形容，警方認為港台和警務處「不再是這種合作模式」，因而結束《警訊》。而熟悉節目運作人士認為《警訊》難免會披露警方一些情況，故引起警方注意。
2022年10月，相隔節目停播兩年多，香港電台與警察公共關係科再次聯合製作《堅哥防騙攻略》，並沿用《警訊》原有演員，惟節目長度大幅縮減至5分鐘。至11月，無綫電視與警察公共關係科聯合製作《警聲百二秒》，節目長度縮減至約2分鐘。

## 歷史
《警訊》始自1973年，當時正值是香港社會肅貪倡廉時代的開始，那年正是警務處處長薛畿輔揭發皇家香港警察隊總警司葛柏貪污案的一年；加上社會經濟的起飛，香港大小罪案相繼增加，皇家香港警察隊認為有需要加深警民合作及教導香港市民以防止罪案率上升，亦了解有所需要提升警隊的正面形象以贏回公眾的信心；有見電視廣播的力量日漸影響普羅大眾，皇家香港警察隊便與同是政府機構的香港電台聯合推出撲滅罪行的電視節目。自此，《警訊》便一直與香港市民共同撲滅罪行，及見證著香港警隊的改進歷程。

### 少年警訊
為加深新一代對罪行的認識，共同撲滅罪行，及教育青少年不要誤入歧途，在《警訊》節目播出的一年後（1974年），警務處便開展了少年警訊計劃，其四個宗旨為：
1. 促進警方與香港青少年之間的溝通及認識；
2. 在撲滅罪行工作上促使警方與青少年並肩合作；
3. 鼓勵青少年認識他們在社會的責任；
4. 提供各種運動、活動及訓練設施，充實並改善青少年的生活。

### 節目主題曲
自1973年啟播起，《警訊》主題曲為由Peter Moore及The Flying Dutchman作曲、並由The Flying Dutchman演奏的《Cross-Town-Mover》，以簡單的純音樂作開場及結尾曲，曲風感覺硬邦邦，也頗嚴肅無甚人情味的，但這音樂是最深入民心，一聽到就令人聯想起該節目。
約1990年起，《警訊》採用過多首描寫警察的電影的主題曲。因為一齣由成龍主演的香港電影《警察故事》，片中由成龍原唱、壯志激情的主題曲《英雄故事》便被《警訊》借用取代舊有的主題曲。
2004年，為讓《警訊》節目減少嚴肅氣氛、使廣大觀眾更歡迎，《警訊》找來形象健康的歌手唱出專門為節目而創的主題歌；其中有張學友親自譜曲並為它唱出剛柔並濟的《勇敢的故事》，並成為本節目第一首完全屬於這個節目的主題曲。
2009年，《警訊》邀請李克勤重新演繹《英雄故事》，成為《警訊》新主題曲。在2010年代初，《警訊》片尾播放主題曲時，曾一度改為由警察銀樂隊演奏的純音樂版本，但不久後恢復原來版本。

### 模擬片段
《警訊》中亦有製作“模擬片段”（或稱“事件重演”），通過案件重演的方式教導市民一些犯人或騙徒的作案手法，希望市民能夠提高警惕，減少日常罪案發生。
近年《警訊》喜用搞笑手法，將以往沉悶、直說直話的案件重演重新包裝，吸引觀眾收看。當中參演“模擬片段”的一些演員，如吳良榮、李子明、利沙華、賴機說（April Lai）、馬溱禧（Heily）、王文韜、蔡裕彤（Toby )等，則因精湛演出深受網民歡迎。

## 節目調動
2018年3月23日：由於港台電視31台於20:00-22:30直播《流行亞洲音樂2018》，本節目於港台電視31暫停播映，唯翡翠台的18:00播映時間沒影響。港台電視重播時間亦不受影響。
2020年2月26日：由於港台電視31台於星期三19:30-20:30直播《財政預算案論壇》，本節目於港台電視31暫停播映，唯ViuTV的星期五18:30播映時間沒影響。

## 爭議
警員拒絕向市民展示委任證則是香港自反修例運動以來的香港警察爭議之一。《警訊》卻曾在節目中多次表示真正的警察會在行使警察職權時必須要按《警察通例》向市民展示委任證。
而于2014年12月14日，西九龍總區刑事總部警司林樹榮在街頭曾經被市民問及為何警員不出示委任證，質疑警方與《警訊》講一套做一套，林樹榮表示《警訊》「太膚淺」，他不會理會。

## 參看
- 香港警務處
- 少年警訊
- 《繩之於法》（香港電台於1985至1997年製作的電視節目）
- 《都市路路通》（深圳公安局和深圳电视台共同制作的电视节目）
- 《繩之以法》（新加坡警察部隊與新傳媒電視製作的同類型節目）
- 《惊讯》（香港電台的《頭條新聞》及「杜汶澤喱騷」以諧音惡搞的節目(曾經被警務處處長投訴並遭到停播。)）
- 《迷網》（無綫電視於2020年播放的電視劇集，被觀眾視為《警訊》劇集版）
- 《警聲直播》（香港警察於2020年10月29日起自行製作，被視為取代《警訊》的節目，每逢星期四晚上九時正在香港警務處的Facebook專頁和YouTube，以直播形式播放及晚上十時半微博重播，加強與市民的即時互動）
- 《堅哥防騙攻略》（香港電台與香港警察於2022年起聯合製作的節目，沿用《警訊》原有演員）
- 《警聲百二秒》（無綫電視與香港警察於2022年11月20日起逢星期日晚上7時半聯合製作的間場節目，以及警隊社交媒體重播）

## 外部連結
- 香港電台＞電視＞警訊（页面存档备份，存于）
- 香港警務處（页面存档备份，存于）
- 賊王師奶王 警訊必殺技 40周年單元劇 拆解巨額商業騙案 《明報》 2012年12月11日
- 《警訊》邁進三十五年（页面存档备份，存于）
- 長壽《警訊》三十五年 更多渠道播放（页面存档备份，存于）